# Lander (voornaam)
Lander is een voornaam, die vooral in België veel voorkomt.
De naam is in Vlaanderen mogelijk populair geworden door het personage Lander in het boek De teleurgang van de Waterhoek (1927) van Stijn Streuvels over het verzet van de plattelanders tegen de bouw van een brug over de Schelde in Avelgem. Streuvels koos die voornaam wellicht om aan te duiden dat hij 'van te lande' was. Eerder al, in het verhaal Meimorgen in het boek Zomerland uit 1900, gebruikte Streuvels de naam Lander voor een personage.
De verklaring van de naam is niet eenvoudig te geven, er gaan verschillende theorieën rond.

## Oorsprong en betekenis
Er doen verschillende theorieën de ronde:
- Griekse oorsprong: afleiding van "Andreas", wat "dapper" of "mannelijk" betekent.
- Griekse oorsprong: afleiding van "Leander", Hier herkennen we de Griekse woorden λέων léōn (leeuw[1]) en ἀνήρ anér (man[1]) in. Lander is een krachtige naam en betekent letterlijk leeuwenman. Als we dit een beetje vrij interpreteren, kunnen we zeggen dat Lander 'beschermer van het volk' of 'sterke man' betekent.
- Engelse oorsprong: Lander, Landor, Landis, Landon of Landry worden beschouwd als oorspronkelijke familienamen met als betekenis "landeigenaar", "landman" of "eigenaar van een grasvlakte"
- Baskische oorsprong: "leeuwman" als betekenis
- Franse oorsprong: Landeric of Landry, wat gewoon "landrijk" of "landbezitter" wil zeggen, afgeleid van het Germaanse Landerik.
- Vlaamse oorsprong: de meest aannemelijke theorie: als synoniem van "landman"

## Kalender
- feestdag 27 februari of 13 maart: H. Leander
- feestdag 10 juni: H. Landerik
- naamdag 17 april: Landerik, Landri, Landrik

## Naamdragers
- Lander Aperribay, Spaans wielrenner
- Lander Van Droogenbroeck, Belgisch hardloper
- Lander Van Steenbrugghe, Belgisch voetballer

## Aantal geborenen
| Jaar | België           | Vlaams gewest    | Waals Gewest | Brussels Hoofdstedelijk Gewest |
| ---- | ---------------- | ---------------- | ------------ | ------------------------------ |
| 2002 | 133 (92e plaats) | 131 (43e plaats) | 0            | 0                              |
| 2003 | 128 (94e plaats) | 127 (47e plaats) | 0            | 0                              |
| 2004 | 153 (75e plaats) | 153 (36e plaats) | 0            | 0                              |
| 2005 | 157 (76e plaats) | 157 (36e plaats) | 0            | 0                              |
| 2006 | 188 (61e plaats) | 186 (22e plaats) | 0            | 0                              |
| 2007 | 194 (51e plaats) | 192 (24e plaats) | 0            | 0                              |